# 하고사리역
하고사리역(Hagosari station, 下古士里驛)은 대한민국 강원특별자치도 삼척시 도계읍 고사리에 위치한 영동선의 철도역이다.
2007년 6월 1일자로 여객취급이 중단되어 여객 열차가 정차하지 않으며, 하고사리역 건물은 지역 주민들이 직접 건축하는 등 그 특수성을 인정받아 국가등록문화재로 지정되었다. 최근에 리모델링 과정을 거쳤다.

## 역명 유래
고사리의 아래쪽에 위치하여 하고사리라고 한데서 유래하였다.

## 역사
- 1940년 7월 31일 : 정류장으로 개업[1]
- 1967년 9월 1일 : 을종승차권대매소로 지정[2]
- 1987년 6월 1일 : 대매소 지정 취소, 무배치간이역으로 격하
- 2007년 6월 1일 : 여객 취급 중지
- 2007년 7월 3일 : 하고사리역 등록문화재 336호로 지정

## 사진

### 리모델링 이전

역사
역 전경
역 전경
승강장

### 리모델링 이후

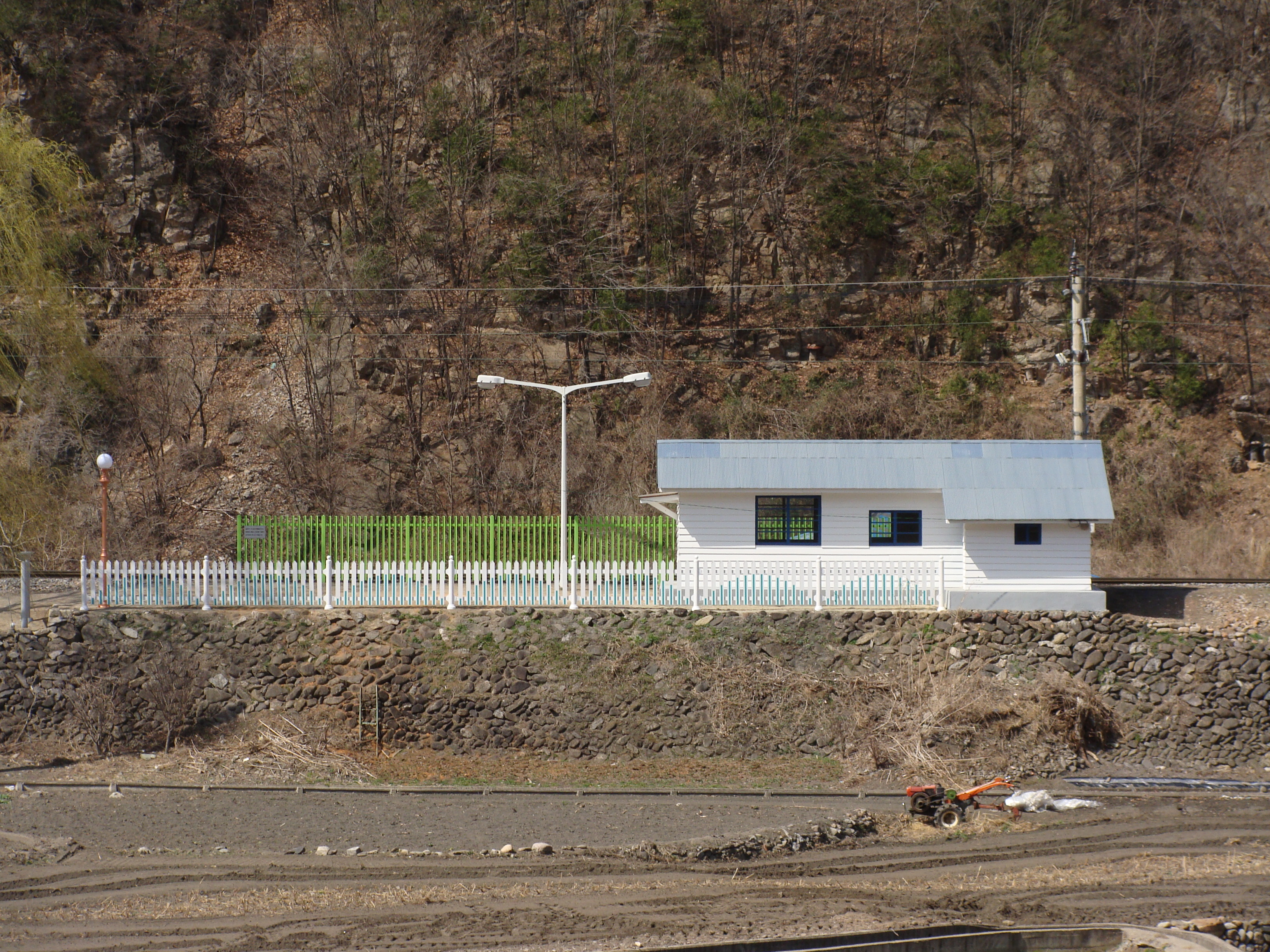
역 전경
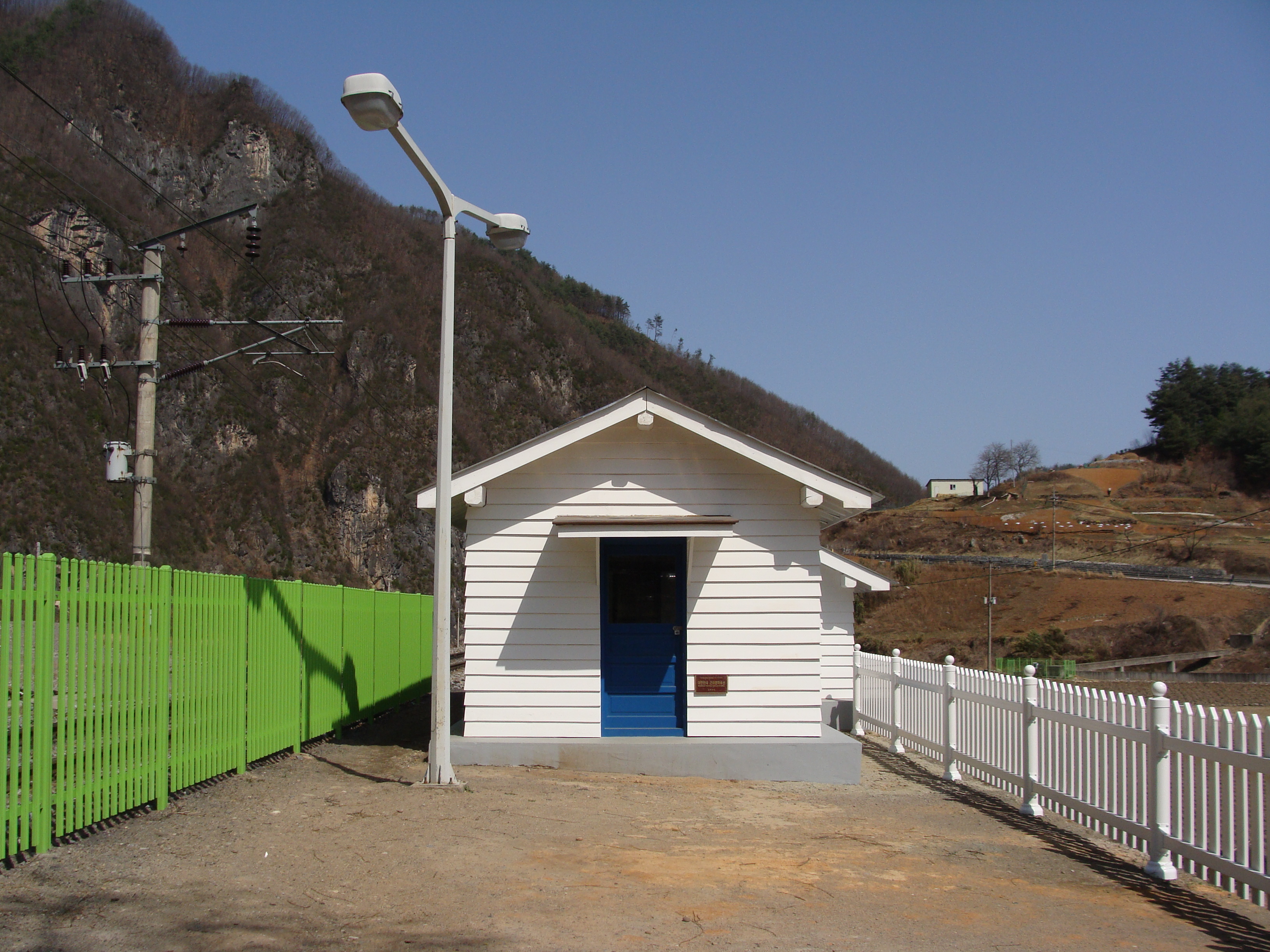
역사